# Jardí i pèrgola (Taradell)
Jardí i pèrgola és una obra de Taradell (Osona) protegida com a Bé Cultural d'Interès Local.

## Descripció
Situats en un solar d'uns 190m2 molt proper a l'Ajuntament, centre del municipi. El jardí i la pèrgola queden elevats respecte el nivell del carrer i es disposen darrere d'un mur que queda entre mitgeres. El traçat del conjunt segueix el del carrer però on s'obre una glorieta pren forma semicircular. El parament, a base de formigó armat, té fixades unes pedres semicirculars que queden disposades just on arrenquen els pilars de la pèrgola. A la part inferior, on hi ha el sòcol, la construcció és amb lloses de pedra. A la glorieta, hi destaca una pedra encastada on hi ha inscrit "SERRA ANY 1934", i al costat, s'obre una porta de ferro forjat que dona pas a unes escales que porten fins al pati. L'element més característics del conjunt és l'estructura del propi enreixat obert, on s'hi disposen tres trams de pèrgoles conformades per un corredor flanquejat per pilars que suporten bigues longitudinals que uneixen cadascun dels costats. Al tram de la glorieta, en canvi, l'enreixat superior té forma d'una estrella de sis puntes. En conjunt, compta amb una barana de maó amb formes triangulars que recorre traçat.